# Loi d'uniformité de 1558
Pour les articles homonymes, voir Act of Uniformity et Acte d'uniformité.
La loi d'uniformité de 1558 (en anglais The Act of Uniformity) est une loi adoptée en fait en 1559 en Angleterre pour définir la façon de prier en utilisant le « livre anglais de la prière commune » : chaque homme devait aller à l'église au moins une fois par semaine ou payer une amende de 12 pence, somme considérable pour les pauvres. Par cette loi, Élisabeth Ire fait obligation légale à tous les Anglais d'aller à l'église chaque dimanche. La loi d'uniformité vient renforcer le livre de la prière commune.
Après ce vote, quatorze évêques sont démis, laissant vacants tous les sièges épiscopaux, sauf un, Llandaff. Un nouvel archevêque de Canterbury, Matthew Parker, est nommé, et la question se pose de savoir comment il pourra être consacré, tout en préservant la Succession apostolique. L'évêque de Llandaff, Anthony Kitchin, refuse de consacrer Parker ; ce sont les évêques déposés et exilés par Marie Ire: William Barlow, ancien évêque de Bath et de Wells, John Scory, ancien évêque de Chichester, Miles Coverdale, ancien évêque d'Exeter, et John Hodgkins, ancien évêque de Bedford. La solution donnera lieu des années plus tard à la « fable de la tête du canasson » (Nag's Head Fable).
La loi faisait partie du Règlement élisabéthain institué par Élisabeth Ire, qui voulait unifier l’Église anglicane. Les autres lois concernées par ce règlement sont la loi de Suprématie de 1559 et les Trente-neuf articles (1563). Élisabeth essayait de parvenir à un règlement après trente années de turbulences durant les règnes de Henri VIII, Édouard VI et Marie Ire, au cours de laquelle l'Angleterre est passée du catholicisme au protestantisme puis est revenue au catholicisme. Le résultat de ce règlement élisabéthain est une union parfois tendue et souvent fragile de la Haute Église et de la Basse Église dans l’Église d'Angleterre et de l'anglicanisme dans le monde entier. 